# Tarucus kiki
Tarucus kiki is een vlinder uit de familie van de Lycaenidae. De wetenschappelijke naam van de soort is voor het eerst geldig gepubliceerd in 1976 door Larsen.